# 塞洛纳兹
塞洛纳兹（法語：Seillonnaz），是法国东部安省的一个市镇。面积 9.59平方公里，人口123，人口密度12.83人／平方公里（1999年）。

## 人口
塞洛纳兹人口变化图示
| 数据来源：INSEE |